# Nachal Cafit
Nachal Cafit (hebrejsky נחל צפית) je turisticky navštěvované vádí o délce přes 20 kilometrů v severovýchodní části Negevské pouště v Izraeli.

## Popis toku
Začíná v nadmořské výšce okolo 500 metrů na svazích vrchu Har Chacera, který tvoří severní okraj od kráteru (respektive machteše) Machteš Katan. Vádí pak směřuje mělkým údolím k severu. U silnice číslo 25 se koryto stáčí ostře k jihovýchodu a rychle se zařezává do okolního terénu. Odtud je vádí turisticky navštěvované. Rychle klesá hlubokým kaňonem s četnými terénními stupni (které v období dešťů vytvářejí dočasné vodopády) do příkopové propadliny Vádí al-Araba, kde podchází severojižní silnici číslo 90 a pak ústí do širokého údolí vádí Nachal Cin, které jeho vody odvádí po několika kilometrech do jihozápadního koutu Mrtvého moře (v posledním úseku společně s Nachal Tamar).

## Neštěstí z dubna 2018
Koncem dubna 2018 došlo při náhlé a pro tento čas v roce neobvyklé vlně deštivého počasí na Nachal Cafit k prudkému nárůstu vodního stavu. Zemřelo zde 10 mladých lidí, kteří byli součástí studentské turistické výpravy z telavivské vojenské přípravky Bnej Cijon. Očitý svědek popisoval náhlou vlnu o výšce 3 metrů, která se prohnala korytem vádí a která odnesla účastníky výpravy. Vůči vedení školy bylo zahájeno vyšetřování pro podezření ze zanedbání bezpečnostních pravidel, protože studenti vyráželi na výlet již v době, kdy v jižním Izraeli byly hlášeny extrémní dešťové srážky.